# Festival de Cine de Jerusalén
El Festival de Cine de Jerusalén (פסטיבל הקולנוע ירושלים) es un festival de cine internacional que se lleva a cabo anualmente en Jerusalén, Israel. El festival fue ideado por Lía van Leer, quien inauguró la primera edición el 17 de mayo de 1984. Se presentan películas y filmes documentales de todo el mundo y se otorgan premios en varias categorías.

## Historia
Después de actuar como jurado en el Festival Internacional de Cine de Cannes Lia van Leer decidió promover la organización de un evento similar en Israel.Jeanne Moreau, Lillian Gish Warren Beatty y John Schlesinger viajaron a Israel para estar presentes en el debut. 
En 1989, van Leer convenció al filántropo estadounidense Jack Wolgin para establecer un premio a las mejores producciones israelíes, que llevara su nombre. El Premio Wolgin se convirtió en la recompensa más prestigiosa entre los festivales fílmicos del país.
En 2008, van Leer, de 84 años, dejó su puesto como director del festival y fue reemplazado por  Ilan de Vries.